# Symphonie no 5 de Honegger
Pour les articles homonymes, voir Symphonie no 5.
« di tre re »
La Symphonie no 5 (H. 202) d'Arthur Honegger dite « di tre re » est une œuvre orchestrale, la dernière de ses cinq symphonies. Composée en 1950, elle a été jouée en première audition le 9 mars 1951 à Boston sous la direction de Charles Munch. Elle est dédiée à Nathalie Koussevitzky, l'épouse du chef d'orchestre Serge Koussevitzky.

## Analyse de l'œuvre
1. Grave
2. Allegretto
3. Allegro marcato

Durée moyenne : 23 à 24 minutes.

## Discographie
- Charles Munch dirige l'Orchestre symphonique de Boston, RCA 1991 enregistré en 1952
- Serge Baudo dirige l'Orchestre Philharmonique Tchèque , Supraphon 1963
- Michel Plasson dirige l'Orchestre du Capitole de Toulouse, EMI 1979